# 螺旋压力机

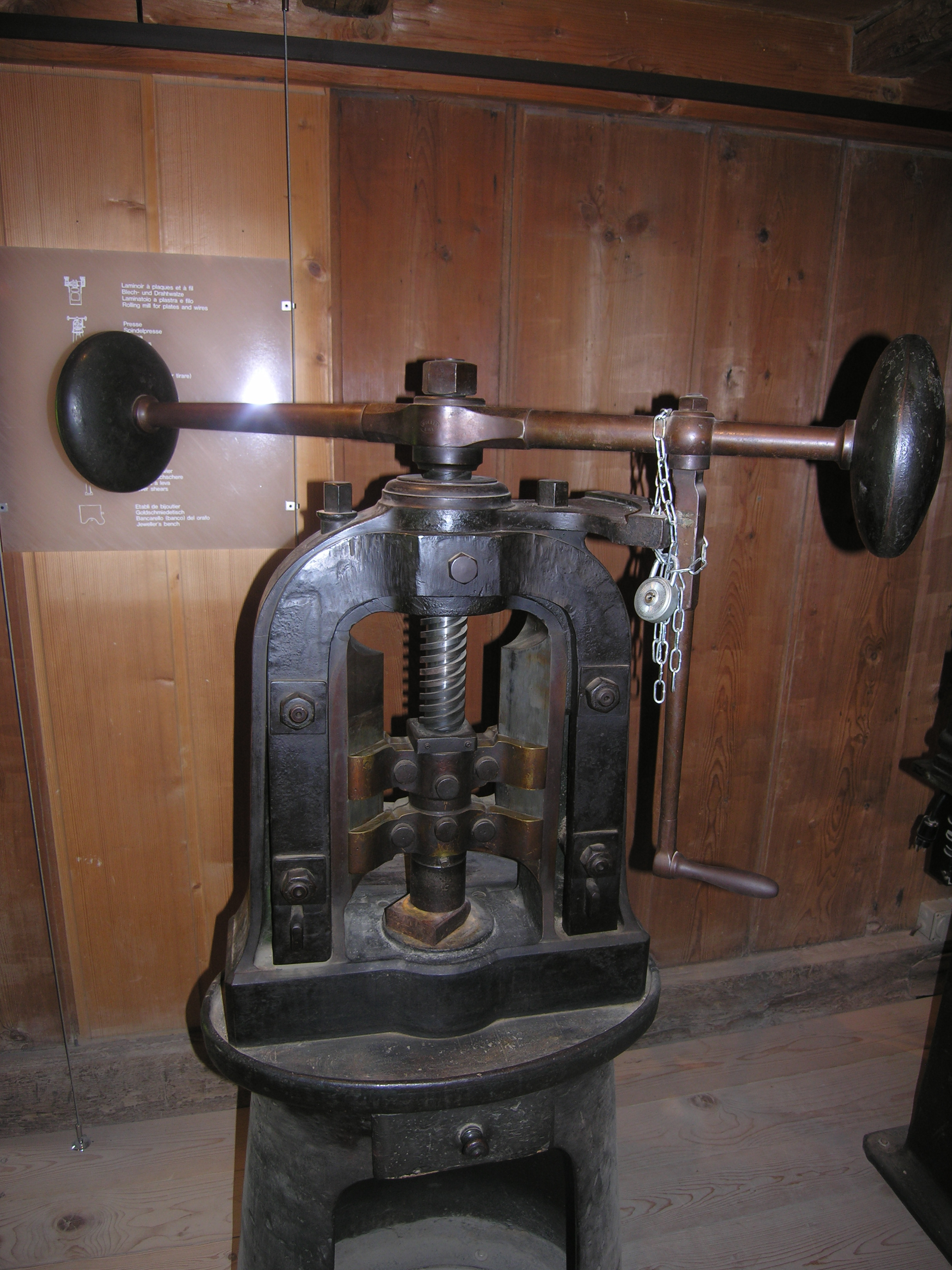
Ball-drive screw press

螺旋压力机（螺旋压榨机、螺杆挤压机）是一类使用螺杆驱动的机械压力机，通过螺旋将手柄或驱动轮的旋转力矩放大转换为轴向运动。
螺旋压力机在公元一世纪由罗马人发明，主要用于葡萄酒和橄榄油的生产。十五世纪中叶，螺旋压力机被应用在古腾堡印刷机上。

## 惯性螺旋压力机

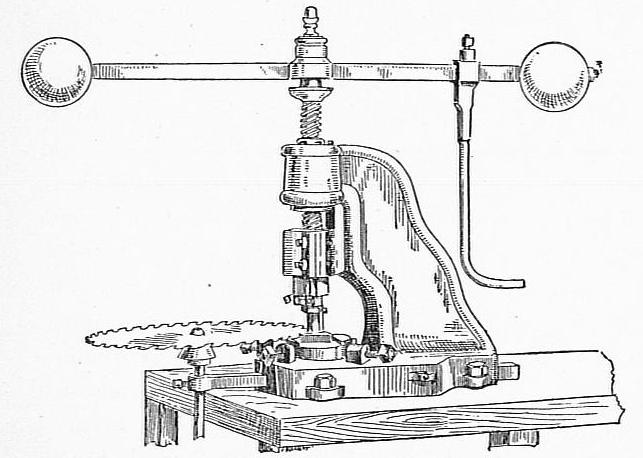
锯床上的惯性螺旋压力机

惯性螺旋压力机是一种螺杆从动于惯性飞轮或两端带有配重的手柄的螺旋压力机。飞轮可以手动起动，也可以使用摩擦联轴器由电机驱动。